# Krimčakščina
Krimčakščina (krimčakško krimčah tilyi) ali judeokrimska tatarščina ali judeokrimskotatarski jezik je judovski turški jezik iz skupine zahodnoturških ali kipčaških jezikov, kamor spada tudi krimska tatarščina, iz katere se je razvil krimčakski jezik. Krimčakščina ima kot drugi judovski jeziki jasen hebrejski in aramejski vpliv, nastala pa je med pravovernimi Judi na Krimu, ki so znani pod imenom Krimčaki in so tam živeli pred priključitvijo Rusiji ob koncu 18. stoletja. Jezik je soroden karaitščini, jeziku Karaitov, govori pa se ga na Krimu ter drugje po Rusiji in Ukrajini. Na svetu je še okoli 1000 Krimčakov, od tega po ocenah okoli 500 na Krimu. Od 2014 imajo status staroselskega maloštevilnega naroda Rusije.  
1. 1 2  krimčakščina at Ethnologue (18. izd., 2015)
2. ↑  »To which languages does the Charter apply?«. European Charter for Regional or Minority Languages. Council of Europe. str. 3. Arhivirano iz prvotnega spletišča dne 27. decembra 2013. Pridobljeno 3. aprila 2014.
3. ↑  »Про затвердження переліку мов національних меншин (спільнот) та корінних народів України, яким загрожує зникнення«. Official webportal of the Verkhovna Rada of Ukraine. 7. junij 2024.
4. ↑   Jelinčič Boeta 2010, Uvod v Judovstvo, str. 75.